# Giełczyce
Giełczyce (niem. Geltendorf)– wieś w Polsce położona w województwie opolskim, w powiecie nyskim, w gminie Skoroszyce.

## Nazwa
W księdze łacińskiej Liber fundationis episcopatus Vratislaviensis (pol. Księga uposażeń biskupstwa wrocławskiego) spisanej za czasów biskupa Henryka z Wierzbna w latach 1295–1305 miejscowość wymieniona jest w zlatynizowanej formie Gelczicz.